# L'Argent (1983)
L'Argent is een Franse dramafilm uit 1983 onder regie van Robert Bresson.
Het scenario is gebaseerd op de novelle De valse coupon (1904) van Lev Tolstoj.

## Verhaal
Wanneer een jongen geen zakgeld krijgt van zijn ouders, geeft een valsemunter hem valse franken, die hij uitgeeft in een fotowinkel. De winkelier wil op zijn beurt het geld uitgeven in een bar. Hij wordt opgepakt, maar de politie laat hem meteen vrij. Hij wordt echter ontslagen en raakt aan lager wal.

## Rolverdeling
| Acteur               | Personage                         |
| -------------------- | --------------------------------- |
| Christian Patey      | Yvon Targe                        |
| Vincent Risterucci   | Lucien                            |
| Caroline Lang        | Elise                             |
| Sylvie Van den Elsen | Vrouw met grijs haar              |
| Michel Briguet       | Vader van de vrouw met grijs haar |
| Béatrice Tabourin    | Fotografe                         |
| Didier Baussy        | Fotograaf                         |
| Marc Ernest Fourneau | Norbert                           |